# Штых, Александр Петрович
Александр Петрович Штых (род. 1929, село Веселое, теперь Бахмутского района Донецкой области — ?)  — украинский советский деятель, новатор производства, инженер, аппаратчик аммиачного цеха Горловского азотнотукового завода Сталинской (Донецкой) области. Депутат Верховного Совета УССР 5-6-го созывов. Герой Социалистического Труда (8.08.1964).

## Биография
Родился в крестьянской семье. Окончил семь классов сельской школы и ремесленное училище при Славянском содовом заводе.
С 1948 года — аппаратчик, бригадир аппаратчиков, мастер, начальник аммиачного цеха Горловского азотнотукового завода Сталинской (Донецкой) области. Был инициатором соревнования за выпуск надпланової химической продукции для сельского хозяйства, за максимальное использование производственных мощностей, экономию ресурсов, материалов и электроэнергии. Бригада аппаратчиков Александра Штыха получила звание бригады коммунистического труда.
Член КПСС с 1955 года.
Заочно окончил химико-технологический факультет Донецкого индустриального института.
С 1970-х годов — директор Череповецкого азотно-тукового (коксохимического) завода Вологодской области РСФСР.

## Награды
- Герой Социалистического Труда (8.08.1964)
- орден Ленина (8.08.1964)
- ордена
- медали
- почетный гражданин города Горловки (1964)